# Jánossy-kastély
A cserhátsurányi Jánossy-kastély 1602-ben épült reneszánsz-barokk stílusban a meglévő erőd helyére, amely a tizenöt éves háborúban elpusztult. A 17. század elején épült két őrtornya hétszögletű, ami Magyarországon egyedül a török időkből fennmaradt minareteknél figyelhető meg. 1811-ben udvari homlokzatát klasszicista stílusban átalakították, és bővítették. Az egyik legrégebbi Nógrád vármegyei várkastély. Az épület napjainkban magántulajdonban van.

## A kastély
A kastély 1602-ben épült reneszánsz-barokk stílusban a meglévő erőd helyére, amely a tizenöt éves háborúban elpusztult.  A kastély négy saroktornyos, földszintes épület, kontytetővel, a tornyokon hagymasisakkal. ÉK-i homlokzata két saroktornya között falazott pilléres tornác. Kéttraktusos, boltozott helyiségekkel, kőkeretes nyílásokkal, 19. századi szárnyakkal és vasalatokkal. 1811-ben udvari homlokzatát klasszicista stílusban átalakították, és bővítették. 1945-ig a Jánossy család birtokolta. Melléképületei a 18. században épültek. A kastély jelenleg is felújítás alatt áll.

## A kastélypark
Udvarában két L alaprajzú, földszintes melléképület: egyik az istálló az L egyik szárnyán újabb toldalékkal: nyereg- ill. kontytetős, cserépfedéssel. A másik az ún. „kis kastély”, nyeregtetővel, palafedéssel. Kertjében két kis őrtorony: hétszög alaprajzúak, sisakjuk zsindellyel fedett, kettős ívű, az oldalfalakon ovális négykaréjos nyílások.
Egyik oldalról magas, pillérekkel tagolt lábazatos falazott, vakolt kerítés, amely felül ívsorban végződik. Kapuja új, pillérein címerpajzsot tartó oroszlánok. A melléképületek között pártázatos kőkerítés húzódik. A kastély parkjából, jelenleg csak a dombon levő pár ősfa, és domb előtti régi veteményes és néhány inasház maradt fenn. A kastély istállója a 20. század második felében leégett, de újraépítették.